# Monte Burney
Monte Burney är en kon i Chile.   Den ligger i regionen Región de Magallanes y de la Antártica Chilena, i den södra delen av landet, 2 100 km söder om huvudstaden Santiago de Chile. Toppen på Monte Burney är 1 432 meter över havet.
Terrängen runt Monte Burney är huvudsakligen kuperad, men den allra närmaste omgivningen är bergig. Trakten runt Monte Burney är nära nog obefolkad, med mindre än två invånare per kvadratkilometer.. Det finns inga samhällen i närheten. 
Trakten runt Monte Burney består i huvudsak av gräsmarker.